# Janičar
Janičarji (turško: يڭيچرى , yeniçeri, sestavljenka iz besed yeni (nov) in çeri (vojak)) so bile elitne pehotne enote dvorne in telesne straže osmanskih sultanov. Janičarje je v prvi polovici 14. stoletja ustanovil sultan Orhan I., razpustil pa sultan Mahmud II. leta 1826. Enote so bile na začetku sestavljene iz poturčenih sužnjev in vojnih ujetnikov, kasneje pa iz poturčenih otrok nemuslimanskih podložnikov Osmanskega cesarstva. Njihov skrbnik in poveljnik je bil sultan, ki je bil tudi sam vojak prve divizije janičarskega korpusa. 

## Ustanovitev janičarjev in njihov pomen
Janičarske enote je leta 1330 po mameluškem vzoru ustanovil sultan Orhan I. Enote so sestavljali nemuslimani (dhimmi), predvsem krščanski otroci in vojni ujetniki z Balkana in Zakavkazja, ki so bili kot nemuslimani sicer izvzeti iz vojaške obveznosti. Janičarji so postali prve stalne vojaške enote osmanske države, ki so zamenjale nestalne enote plemenskih poglavarjev - gazijev, katerih lojalnost in morala sta bili pogosto vprašljivi.
Osmansko cesarstvo je bilo prva država v Evropi, ki je po propadu Rimskega cesarstva uvedla stalno vojsko. Janičarji so bili podobni rimski pretorijanski gardi in v krščanskih armadah tistega časa niso imeli ekvivalenta. Podobno, kot pred tem v Turčiji, se je tudi v Evropi vojska fevdalnih gospodov zbrala samo kadar je bilo potrebno. 
Janičarji so se v številnih pogledih razlikovali od drugih enot osmanske vojske: nosili so uniforme in tudi v mirnem času vsake tri mesece dobivali redno plačo. Na plačilni dan se je tudi sultan oblekel v janičarsko uniformo, obiskal njihovo vojašnico in kot pripadnik prve janičarske divizije tudi sam prejel plačo. Živeli so v vojašnicah in v mirnem času opravljali policijsko in gasilsko službo. Imeli so svoj vojaški orkester (mehter), ki je igral značilno glasbo. 
Janičarji so bili najprej oboroženi z loki. Njihov pomen je izredno zrasel po uvedbi strelnega orožja, ker so postali mnogo bolj učinkoviti kot konjenica, ki je bila oborožena z meči in sulicami. Strelno orožje so dobili že zelo zgodaj, na začetku 15. stoletja. V 16. stoletju je bilo njihovo osnovno orožje mušketa, uporabljali pa so tudi ročne bombe in lahke topove. 
Izredno pomembne so bile janičarske pomožne enote, kakršnih druge armade niso imele: pred glavnino vojske so hodile posebne enote za pripravljanje in popravljale cest, postavljanje šotorov in peko kruha, posebne logistične enote (cebeci) so skrbele za shranjevanje, vzdrževanje in delitev orožja in smodnika, medicinska služba, ki je v mobilnih bolnišnicah potovala za glavnino vojske, pa je skrbela za ranjence in bolnike. 
Zaradi teh organizacijskih značilnosti in prepričljivih vojaških uspehov so janičarji že v tistem času vzbujali veliko pozornost in postali predmet študija tujih vojaških strokovnjakov.

## Novačenje in usposabljanje
Prve janičarske enote so sestavljali vojni ujetniki in sužnji. Po letu 1380 je začel sultan Murat I. polniti njihove vrste s pomočjo krvnega davka (devşirme), ki so ga pobirali v človeški obliki. Sultanovi zastopniki so vsako leto zbrali določeno število nemuslimanskih, praviloma krščanskih fantov. Na začetku je bil izbor naključen, kasneje pa so pri novačenju vpeljali zelo strogo selekcijo. 
Krvni davek ni bil nekaj povsem novega, saj so Bizantinci že v 11. stoletju na področju Balkana jemali v vojaško službo vsakega petega dečka, v egiptovskem sultanatu pa so v 12. stoletju na enak način jemali fante s Krima in osrednje Azije. 
Prvi janičarji so bili večinoma Grki in Albanci. Običajno so izbrali po enega fanta na 40 hiš, število pa se je spreminjalo glede na potrebe po vojakih. Izbirali so fante med 14 in 18 letom, po potrebi pa tudi mlajše in starejše (8 – 20 let). S širitvijo meja cesarstva so začeli med janičarje vključevati tudi Bolgare, Armence, Bošnjake in Srbe, kasneje tudi Poljake, Ukrajince in Ruse. 
Med vladanjem sultana Murata III. (1546-1595) so začeli v janičarske enote sprejemati tudi fante izven zakona devşirme, v 17. stoletju pa je takšno novačenje povsem prenehalo. V enote so sprejemali samo še prostovoljce, večinoma muslimanskega porekla. 
Usposabljanje janičarjev je potekalo v strogi disciplini in trdem delu v rekrutskih oziroma kadetskih šolah (açemi oğlan) v skoraj samostanskih pogojih. Od bodočih janičarjev so pričakovali, da bodo živeli v celibatu in prestopili v islam. Večina je to tudi storila, ker nemuslimani vse do 18. stoletja niso smeli nositi orožja. V nasprotju z muslimansko tradicijo niso smeli nositi brad, ampak samo brke. V šolah so imeli poleg vojaške tudi versko vzgojo, v vojaških enotah pa so imeli svoje svečenike, bektaše, ki so bili nekakšni vojni kurati. 
Janičarji so bili v vseh pogledih podrejeni samo sultanu. Imenovali so jih kapıkulu (dobesedno: suženj na vratih), čeprav so bili v resnici samo del te divizije, njihov dom je bila vojašnica, njihov oče pa sultan. Položaj janičarja so dobili pri 24 ali 25 letih, vendar samo tisti, ki so se zares izkazali. Po smrti je njihovo premoženje podedoval njihov polk.
V zameno za svojo lojalnost so dobili mnoge ugodnosti in privilegije. Poleg stalne plače so v vojnem času dobivali tudi del plena, imeli visok življenjski standard in ugleden družbeni položaj. Živeli so v vojašnicah in se do upokojitve niso smeli poročiti ali se ukvarjati s kakšnim drugim poklicem. Sredi 18. stoletja so dobili tudi te pravice, zato je v vojašnicah ostalo samo zelo majhno število janičarjev. Upokojeni janičarji so dobivali pokojnino, poskrbeli pa so tudi za njihove otroke. Od prvotnih elitnih vojakov je ostalo tako malo, da so jih nazadnje razpustili.

## Janičarski korpus
| Leto    | Število janičarjev |
| ------- | ------------------ |
| 1514    | 10.156             |
| 1523    | 12.000             |
| 1526    | 7.885              |
| 1564    | 13.502             |
| 1567-68 | 12.798             |
| 1574    | 13.599             |
| 1603    | 14.000             |
| 1609    | 37.627             |
| 1660-61 | 54.222             |
| 1665    | 49.556             |
| 1669    | 51.437             |
| 1670    | 49.868             |
| 1680    | 54.222             |

Število janičarjev je nihalo od nekaj sto do več kot 200.000. David Nicolle, strokovnjak za vojaško zgodovino srednjega veka na Bližnjem vzhodu trdi, da je bilo v 14. stoletju samo 1.000 janičarjev, leta 1475 6.000, istočasno pa je bilo v cesarstvu okrog 40.000 provincijskih vojakov – timariotov. Po letu 1699 se je njihovo število zmanjšalo, v 18. stoletju pa je njihovo število spet zraslo na 113.400. Število je bilo v resnici manjše, ker so zaradi korupcije v armadi mnogi dobivali samo plačo. 
Janičarski korpus je bil razdeljen v orte – regimente oziroma polke, katerim so poveljevali çorbaci. Vse orte skupaj so sestavljale janičarski korpus, imenovan ocak (dobesedno: srce). Sulejman I. je imel 165 ort, njihovo število pa je kasneje naraslo na 196. Vrhovni poveljnik armade je bil sultan, operativni poveljnik korpusa pa aga janičarjev. Korpus je bil razdeljen na tri podkorpuse: 
- çemaat (džemaat): obmejne enote s 101 orto
- beylik (bejluk): sultanova telesna straža z 61 ortami
- sekban ali seirnen s 34 ortami

Poleg teh enot je imela armada še 34 ort kadetov (ajemi).
Prvotno so lahko janičarji napredovali samo po stažu v svoji orti. Svojo enoto so lahko zapustili samo, še so prevzeli poveljstvo v drugi enoti. Janičarja je lahko kaznoval samo poveljnik njegove enote. Sultan se je imel za hranilca janičarjev, zato so bili nazivi janičarskih činov povezani s položaji kuhinjskega osebja oziroma opravili za pripravo hrane: višji poveljnik se je imenoval čorbadžibaši – glavni pripravljavec juhe, kapetan je bil aščibaši – glavni kuhar, poročnik pa sakabaši – poveljnik prinašalcev vode. Simbol janičarskega odreda je bil veliki kotel (kazan) skupne kuhinje, zato je izguba kotla pomenila največjo sramoto, prevrnitev kotla pa znak za preplah. Janičarji kot celota so se imenovali ognjišče (oçak), ki se je delil na orte s 100-3000 vojaki, ode (dobesedno: soba ali četa) in desetine. Na čelu orte je bil čorbadžibaši, njegov pomočnik pa je bil odabaši. 
V prvih nekaj stoletjih so bili janičarji predvsem izjemni lokostrelci, vendar so že leta 1440 privzeli strelno orožje. Med obleganjem Dunaja leta 1529 so se izkazali kot odlični inženirci - kopači rovov in minerji. V bojih od blizu so uporabljali sekire, v mirnem času pa so nosili samo palice ali kratke zakrivljene meče, razen če so služili v obmejnih enotah. Lokalne janičarje, ki so bili v mestu stacionirani dlje časa, so imenovali yerliyyi. 
Osmansko cesarstvo je uporabljalo janičarje v vseh večjih vojnih spopadih. V bitkah jim je poveljeval sultan osebno in z njimi delil vojni plen. Ugled janičarjev je dosegel višek v drugi polovici 17. stoletja. Zaradi njihovega slovesa je zato vedno več muslimanskih družin hotelo imeti v njihovih vrstah svoje sinove in upalo na njihovo donosno kariero, zato je sultan Mehmed IV. leta 1683 krvni davek ukinil.

## Upori janičarjev
Ko so se janičarji zavedli svoje pomembnosti, so seveda zahtevali boljše življenjske pogoje. Prvič so se uprli leta 1449. Zahtevali so večje plače in jih tudi dobili. Od leta 1451 dalje, je moral vsak novi sultan vsakemu janičarju izplačati posebno nagrado ali jim povečati plače. Leta 1566 so od sultana Selima dobili dovoljenje, da se lahko poročijo. 
Do začetka 18. stoletja so dosegli tako velik vpliv, da so dominirali nad vlado. Stalno so se upirali, diktirali politiko, preprečevali modernizacijo armade in z dvornimi državnimi udari celo zamenjavali sultane. Postali so veleposestniki in trgovci in dosegli, da lahko postanejo janičarji tudi njihovi sinovi, ne da bi pred tem opravili vojaško šolanje na açemi oğlanu.‎ Njihova borbena sposobnost je povsem upadla in severne meje Osmanskega cesarstva so se po drugem obleganju Dunaja začele postopoma krčiti. Leta 1622 so v enem od uporov celo ubili sultana Osmana II.
Leta 1807 so se ponovno uprli in vrgli z oblasti sultana Selima III. ki je hotel s pomočjo evropskih inštruktorjev reorganizirati vojsko. Selimovi pristaši ga niso uspeli vrniti na oblast, ker ga je Mustafa IV. ubil, uspeli pa so ustoličiti Mahmuda II. Ko so mu janičarji zagrozili z odstavitvijo, je Mahmud Mustafo ubil in z janičarji sklenil premirje. Naslednjih deset let je v zatišju utrjeval svojo oblast.
Leta 1810 so janičarji požgali 2.000 hiš v Galati. Spomladi leta 1811 sta dva polka sodelovala v topovski bitki v Istanbulu, borili pa so se tudi v Grški osvobodilni vojni. Mahmud II. se je na koncu odločil, da se janičarjev znebi, ker je moral plačevati visoke plače 135.000 vojakom, od katerih večina sploh ni bila aktivna ali je celo že umrla. Leta 1826 so janičarji dojeli, da sultan snuje novo vzporedno armado in se v noči med 14. in 15. junijem v Istanbulu uprli. Nekateri viri trdijo, da je njihov upor izzval sam sultan. Večina armade in prebivalstva je bila proti njim in konjeniške enote (spahije) so jih prisilile k umiku v vojašnice. Vojašnice je nato začelo obstreljevati topništvo in povzročilo številne žrtve, preživele pa so nato usmrtili ali izgnali. Po uporu je sultan janičarje tudi formalno razpustil in dve leti kasneje zaplenil še njihovo zadnje premoženje.

## Janičarska glasba
Janičarji so imeli svoj vojaški orkester – mehterân, ki je imel značilnosti današnje vojaške godbe. Glavni instrumenti v orkestru so bili kös (velik basovski boben, podoben timpanu), nakare (manjši timpan), davul (boben), zil (činele), zurna (vrsta oboe), kaba zurna (basovska zurna), boru (vrsta trobente) in cevgen (palica z majhnimi vdelanimi zvončki). Njihova glasba je bila glasna in predirna. Oblačila glasbenikov – mehterânov – so bila barvno in slogovno zelo različna in pisana. 
Leta 1952 so pod pokroviteljstvom Istanbulskega vojaškega muzeja janičarsko godbo ponovno ustanovili. Godba ima koncerte ob večjih državnih praznikih in pomembnih zgodovinskih obletnicah. 

## Janičarji v slovenski literaturi
- Anton Aškerc: Janičar
- Josip Jurčič: Jurij Kozjak
- Rado Murnik: Lepi janičar (tudi Hči grofa Blagaja)
- Jakob Sket: Miklova Zala